# Тунел Мала Капела
Тунел Мала Капела је најдужи тунел у Хрватској, на ауто-путу А1. Његова укупна дужина износи 5.780 метара. Пролази кроз планину које се зове Мала Капела, по којој је и добио назив.
Западна цијев тунела пуштена је у саобраћај 15. јуна 2005. године. До 30. маја 2009. године (када је отворена источна цијев овога тунела), саобраћај се одвијао углавном двосмјерно осим у врхунцима туристичке сезоне, када се повремено регулисао једносмјерно.
Источна цијев у промет је пуштена 30. маја 2009. Тиме су се смањиле гужве које настају у љетним викендима приликом смјене туриста, а тунел више неће бити прометни чеп.